# Lobby
|  | No s'ha de confondre amb Part interessada o Stakeholder. |

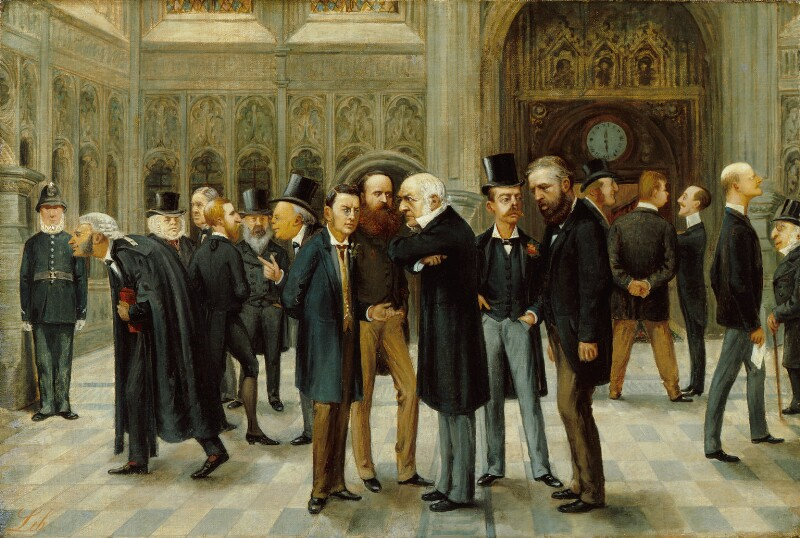
The Lobby of the House of Commons, de Liborio Prosperi, oli sobre tela, publicat a Vanity Fair Christmas Supplement 1886

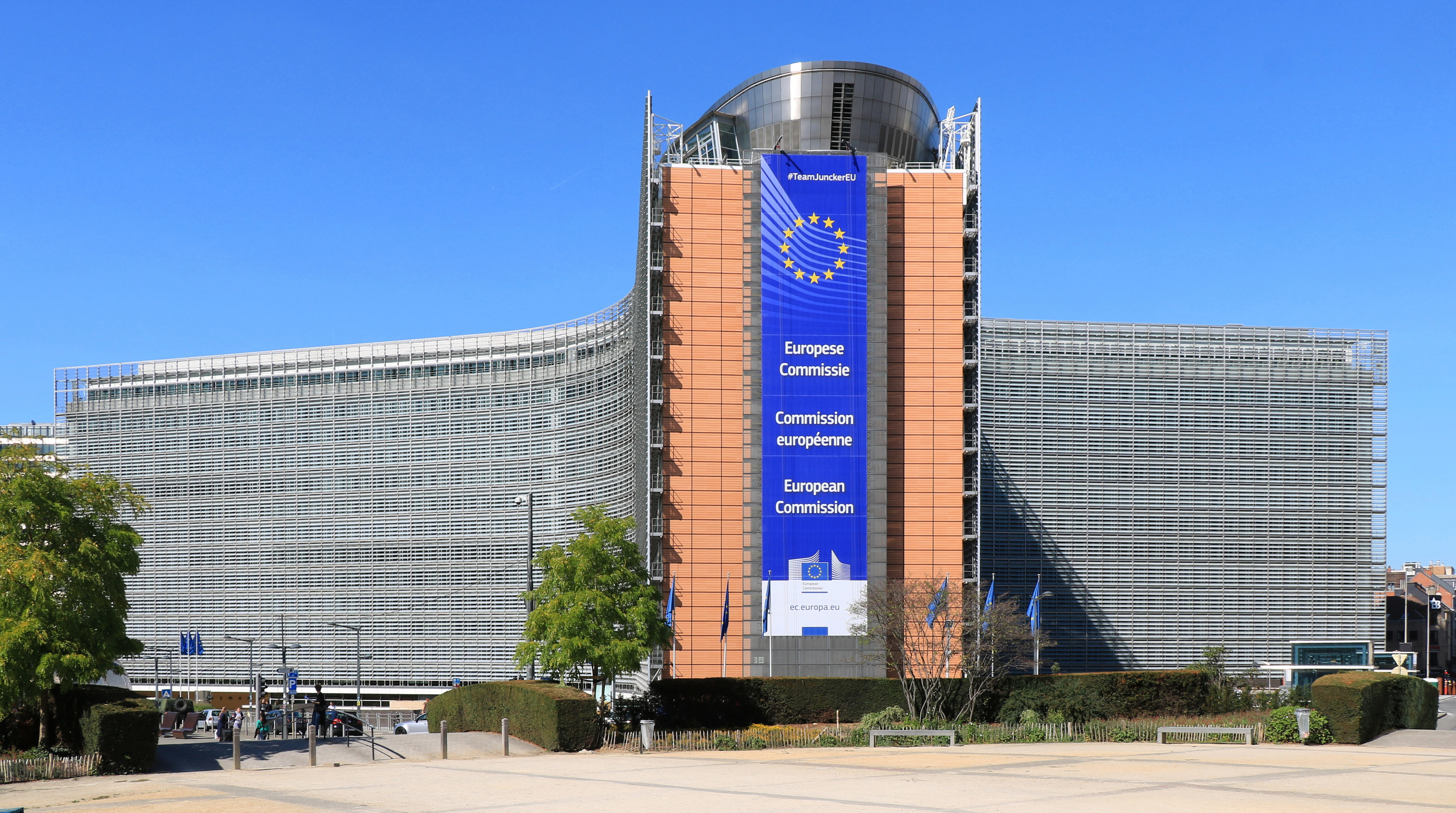
La Comissió Europea a Brussel·les, on el lobbisme és molt actiu

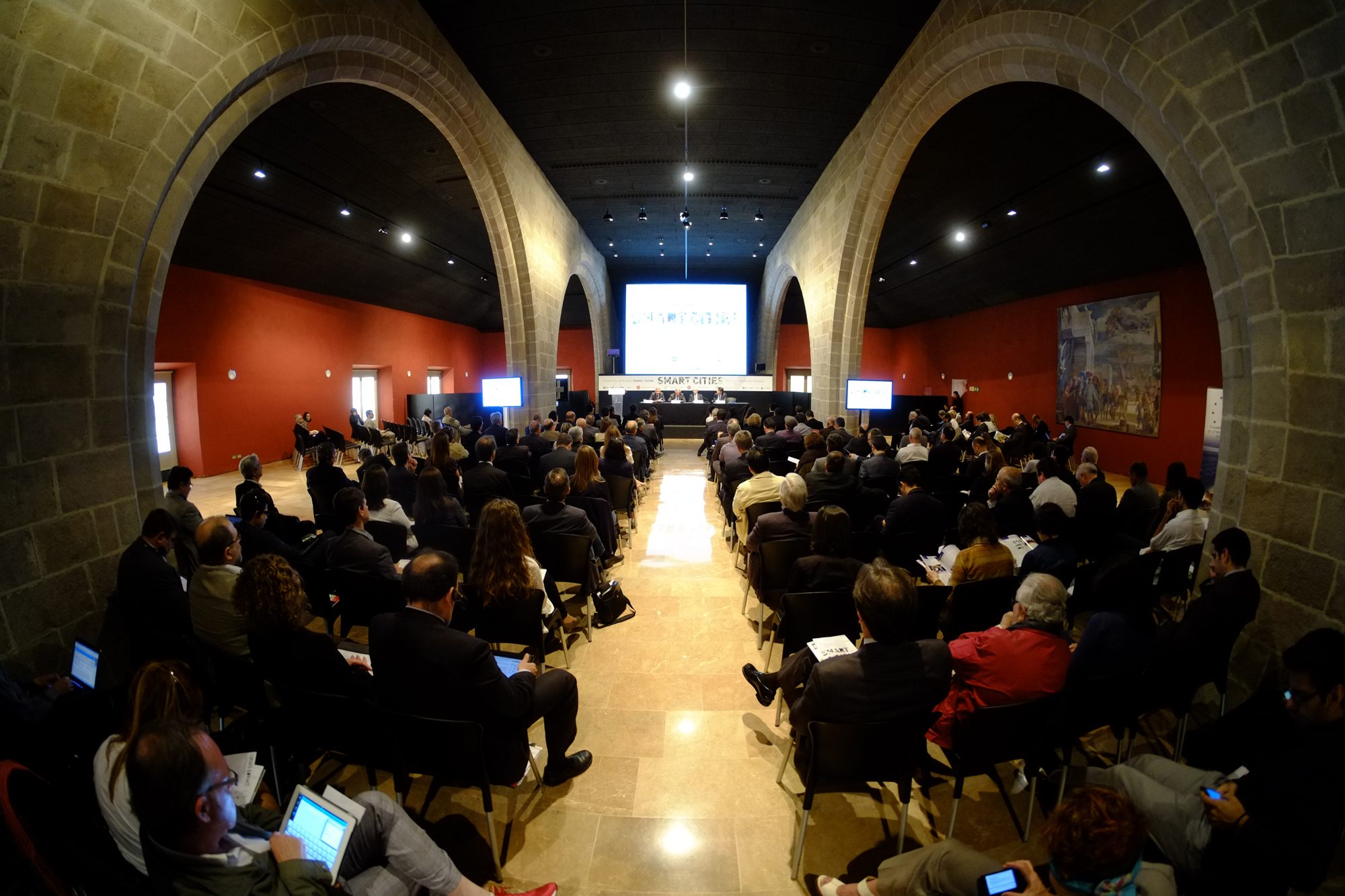
Trobada empresarial franco-espanyola dedicada a les Smart Cities del corredor mediterrani (Casa Llotja de Mar, 10 de juny de 2013)

Un lobby, grup de pressió o grup d'interès és un col·lectiu més o menys organitzat que, amb estratègies diverses, intenta influir en administracions públiques, governs i parlamentaris per tal que, quan prenen decisions, ho facin afavorint els seus propis interessos o els d'aquells que representen. Els lobbys no solen participar directament en política (i per això no solen formar el seu propi partit polític), però sí que procuren guanyar-se la complicitat d'algun grup polític que pugui acabar acceptant o defensant els objectius del grup de pressió. L'acció es denomina «fer lobby» o, de manera més abstracta, «lobbisme» o «lobisme».
Avui dia es parla cada vegada més del poder en certs grups d'influència en el govern. Fins i tot s'utilitza el terme «lobbycràcia» per a referir-se a l'extensa influència que exerceixen els conglomerats i grups d'interès en els centres de decisió, com a Washington o a Brussel·les. Els Estats Units és, potser, on aquest fenomen ha cridat més l'atenció, particularment arran de l'escàndol de corrupció política relacionat amb les activitats del lobbista Jack Abramoff en el Congrés nord-americà. Abramoff va ser condemnat a presó per haver participat en el suborn de diversos legisladors. Un altre dels escàndols més famosos va ser el de Randy Cunningham, més conegut com a "The Duke", congressista que va rebre forts suborns per part de contractistes militars.
La paraula prové del mot anglès lobby que significa sala d'espera o entrada, aplicat a hotels i llocs semblants. Va agafar el seu significat actual pel fet que particulars i empreses solien estar-se per les entrades dels hotels de Washington on s'allotjaven els parlamentaris estatunidencs, per tal de fer-los arribar les seves demandes o idees.
A la Unió Europea es calcula que hi ha més de 12.000 lobbys, més de la meitat dels quals són empreses i associacions comercials (53%) i una quarta part organitzacions no governamentals (27%). La resta es reparteix entre Think tanks (8%), consultories i bufets (7%), organismes públics (5%) i organitzacions religioses.

## Regulació del lobbisme als Països Catalans
Els lobbys o grups d'interès, com sovint se'ls anomena legalment malgrat que aquest terme també s'usa en altres àmbits com la responsabilitat social corporativa com a sinònim de part interessada, són objecte de control i regulació als diferents territoris a través de la creació de registres en què els grups d'interès s'han de registrar i s'hi documenten les interaccions que mantenen amb les administracions públiques.
A Catalunya la primera normativa es remunta al 2015 amb el "Decret 171/2015, de 28 de juliol, sobre el Registre de grups d'interès de l'Administració de la Generalitat i del seu sector públic", però no fou fins al "Decret Llei 1/2017, de 14 de febrer, pel qual es crea i regula el Registre de grups d'interès de Catalunya" que va crear un registre únic per a tota mena d'administracions públiques catalanes, també les locals. Al País Valencià, malgrat que l'inici de la regulació s'origina a 2018, no fou fins a febrer de 2022 que es va crear l'aplicació informàtica i posar a disposició pública.
A la Catalunya Nord la legislació aplicable és l'estatal francesa, coneguda con a Llei Sapin II, tot i que és d'aplicació a un nombre molt menor de grups d'interès. Le Repertoire, com es coneix el registre de lobbys, estableix un marc legislatiu orientat bàsicament a evitar la corrupció, en principi només entre grans empreses, ONG i despatxos de professionals dedicats, deixant inicialment fora tota la resta d'agents i, en especial, l'administració local. Sis mesos després d'iniciar-se el registre l'1 de juliol de 2017, només 858 lobbys s'hi havien registrat. Com a benefici addicional se'n deriva la regulació d'una professió, la de lobbista, que no ha estat ben vista històricament.
Finalment, les Illes Balears, en no disposar de legislació pròpia, resten subjectes al desenvolupament normatiu i reglamentari de la legislació estatal espanyola, amb un avantprojecte de llei aprovat el 8 de novembre de 2022, que pretén crear un registre de grups d'interès.
A nivell europeu, existeix l'Acord Interinstitucional de 20 de maig de 2021 entre el Parlament Europeu, el Consell de la Unió Europea i la Comissió Europea sobre un Registre de transparència obligatori, pel que es crea un codi de conducta que contingui les normes i els principis que han d'observar els representants d'interessos i que s'inscriguin en un Registre de transparència. Aquest acord anomena els lobbys 'parts interessades'.